# 살쾡이자리 초은하단
링스 슈퍼클러스터(Lynx Supercluster)는 1999년 현재 서쪽 성단을 묘사하기 위해 사용되는 이름인 ClG J0848+4453으로 발견되었으며, CLG J0849+4452는 동쪽 성단이 되었다.
최소 두 개의 클러스터를 포함하고 있는데, 지정 RXJ 0848.9+4452(빨간색조 z=1.26)와 RXJ 0848.6+4453(빨간색조 z=1.27)이다.
발견 당시 약 129억 광년의 결합 거리를 가진 가장 멀리 알려진 슈퍼클러스터였다.
또한, 7개의 작은 은하 그룹은 초클러스터와 연관되어 있다.
전자기 방사선과 그것이 물질과 어떻게 반응하는지를 통해, 우리는 링스 내에 있는 세 개의 항성 집단과 두 개의 X선 성단을 발견할 수 있었다.
링스 슈퍼클러스터의 관측으로 가까운 다른 장소들도 발견될 수 있게 되었다.
이 장소들은 위에서 언급한 7개의 작은 은하 집단의 발견으로 변한 높은 밀도 때문에 특별한 관심을 가지고 있다.
링스 성단들 사이에 그들의 색깔과 변화를 조사하고 비교하기 위한 연구가 진행되었다.